# Kwantumtechnologie
Kwantumtechnologie (of quantumtechnologie) is een opkomend vakgebied binnen de natuurkunde en ingenieurswetenschappen. Het beslaat technologieën die afhankelijk zijn van de eigenschappen van de kwantummechanica, vooral kwantumverstrengeling, kwantumsuperpositie en kwantumtunneling. Kwantumcomputers, sensoren, cryptografie, simulatie, metingen, beeldvorming, kwantumenergiegeneratoren en ruimtenavigatie zijn allemaal voorbeelden van opkomende kwantumtechnologieën. De ontwikkeling van deze kwantumtechnologieën heeft ook een grote impact op reeds gevestigde vakgebieden zoals de ruimteverkenning, de duurzame energie en 'cleantech'-sector, nanoproductie, halfgeleiders en lasertechnologie .
Ook zijn sommige wetenschappers mogelijke verbindingen tussen kwantumbiologie en kwantumtechnologie aan het onderzoeken,  om er bijvoorbeeld mee de immunologie beter te begrijpen en de gezondheidszorg te verbeteren. Naast belangrijke wortels vanuit de natuurkunde, kunnen sommige soorten kwantumtechnologie zelfs chemie of microbiologie omvatten.

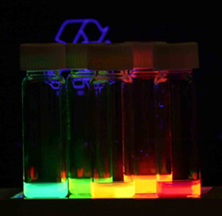
Colloïdale kwantumdots bestraald met UV-licht. Kwantumdots van verschillende grootte zenden licht van verschillende kleuren uit vanwege kwantumopsluiting.

Communicatie beveiligd door kwantumtechnologie is een methode die naar verwachting 'kwantumveilig' zal zijn bij de komst van kwantumcomputersystemen die de huidige cryptografiesystemen zouden kunnen doorbreken met behulp van methoden zoals het algoritme van Shor . Deze methoden omvatten 'quantum key distribution (QKD)', een methode voor het overbrengen van informatie met behulp van verstrengeld licht op zo'n manier dat elke onderschepping van de transmissie voor de gebruiker duidelijk gemaakt wordt. Een andere methode is de generatie van willekeurige getallen door middel van kwantumtechnologie, die in staat is werkelijk willekeurige getallen te produceren, in tegenstelling tot niet-kwantumalgoritmen die louter willekeur imiteren.